# Біжівська волость
Біжівська волость — історична адміністративно-територіальна одиниця Лебединського повіту Харківської губернії.
Станом на 1885 рік — складалася з єдиного поселення, єдиної сільської громади. Населення — 1605 осіб (833 особи чоловічої статі та 772 — жіночої), 225 дворових господарств.
|                     | Площа, десятин | У тому числі орної, десятин |
| ------------------- | -------------- | --------------------------- |
| Сільських громад    | 1284           | 937                         |
| Приватної власності | 1              | —                           |
| Іншої власності     | 35             | 28                          |
| Загалом             | 1320           | 965                         |

Поселення волості станом на 1914 рік:
- село Біжівка — 2528 мешканців.

Старшиної волості був Чорноштан Прокіп Максимович, волосним писарем — Косенко Василь Тимофійович, головою волосного суду — Чорноштан Митрофан Семенович.